# In altre parole
In altre parole è un programma televisivo italiano di genere talk show e rotocalco, in onda il sabato e la domenica su LA7 dal 23 settembre 2023, ideato e condotto da Massimo Gramellini.

## Il programma
Il programma, realizzato da LA7 S.p.A., nasce come erede del programma Le parole (andato in onda su Rai 3 dal 29 ottobre 2016 al 27 maggio 2023, sempre con la conduzione di Massimo Gramellini e cancellato dopo che quest'ultimo ha lasciato la Rai). Inoltre, Roberto Vecchioni, Jacopo Veneziani e Saverio Raimondo partecipano come ospiti fissi, dopo che hanno ricoperto lo stesso ruolo nel programma precedente, e a loro si sono aggiunti Alessandra Sardoni, Cecilia Sala, Laura Bonasera, Andrea Nuzzo e, dalla seconda edizione, Giovanna Botteri. Il programma va in onda su LA7 il sabato tra la fascia dell'access prime time e la fascia della prima serata dalle 20:35 alle 23:15 e la domenica con il titolo In altre parole domenica nella fascia dell'access prime time dalle 20:35 alle 21:10.
Dal 13 ottobre 2024 la sigla col logo di In altre parole domenica viene rinnovata nei colori.

## Edizioni
| Edizione | Anno      | Conduzione         | Periodo           | Periodo        | Puntate | Presenze fisse    | Presenze fisse   | Presenze fisse   | Presenze fisse     | Presenze fisse   | Presenze fisse   | Presenze fisse | Regia               |
| Edizione | Anno      | Conduzione         | Inizio            | Fine           | Puntate | Presenze fisse    | Presenze fisse   | Presenze fisse   | Presenze fisse     | Presenze fisse   | Presenze fisse   | Presenze fisse | Regia               |
| -------- | --------- | ------------------ | ----------------- | -------------- | ------- | ----------------- | ---------------- | ---------------- | ------------------ | ---------------- | ---------------- | -------------- | ------------------- |
| 1ª       | 2023-2024 | Massimo Gramellini | 23 settembre 2023 | 25 maggio 2024 | 60      | Roberto Vecchioni | Jacopo Veneziani | Saverio Raimondo | Alessandra Sardoni | Cecilia Sala     | Laura Bonasera   | Andrea Nuzzo   | Piergiorgio Camilli |
| 2ª       | 2024-2025 | Massimo Gramellini | 14 settembre 2024 | 7 giugno 2025  | 68      | Roberto Vecchioni | Jacopo Veneziani | Saverio Raimondo | Alessandra Sardoni | Giovanna Botteri | Giovanna Botteri | Andrea Nuzzo   | Piergiorgio Camilli |

## Programmazione
| Edizione | Rete televisiva | Anno      | Stagione          | Orario      | Durata  | Programmazione    | Programmazione    | Programmazione | Programmazione | Programmazione | Programmazione | Programmazione | Collocazione      | Collocazione |
| Edizione | Rete televisiva | Anno      | Stagione          | Orario      | Durata  | L                 | M                 | M              | G              | V              | S              | D              | Collocazione      | Collocazione |
| -------- | --------------- | --------- | ----------------- | ----------- | ------- | ----------------- | ----------------- | -------------- | -------------- | -------------- | -------------- | -------------- | ----------------- | ------------ |
| 1ª       | LA7             | 2023-2024 | autunno-primavera | 20:35-23:15 | 155 min |                   |                   |                |                |                |                |                | Access prime time | Prima serata |
| 1ª       | LA7             | 2023-2024 | autunno-primavera | 20:35-21:10 | 35 min  | Access prime time | Access prime time |                |                |                |                |                |                   |              |
| 2ª       | LA7             | 2024-2025 | estate-primavera  | 20:35-23:15 | 155 min | Access prime time | Prima serata      |                |                |                |                |                |                   |              |
| 2ª       | LA7             | 2024-2025 | estate-primavera  | 20:35-21:10 | 35 min  | Access prime time | Access prime time |                |                |                |                |                |                   |              |